# Markos Galiotos
Markos Galiotos (griechisch Μάρκος Γαλιώτος, * 23. August 1996) ist ein griechischer Volleyballnationalspieler.

## Karriere
Galiotos begann seine Karriere bei AON Argyroupolis. In der Saison 2015/16 gewann der Zuspieler mit Olympiakos Piräus den griechischen Pokal. Anschließend spielte er eine Saison bei Iraklis Chalkidas. Seine erste Station im Ausland war 2017/18 der schwedische Verein Örkelljunga Volley. 2018/19 spielte Galiótos bei Panathinaikos Athen. Danach wurde er vom österreichischen Erstligisten VCA Amstetten verpflichtet. 2020/21 spielte Galiótos bei OFI Kreta und ein Jahr später bei Foinikas Syros. 2023 nahm der Zuspieler mit der griechischen Nationalmannschaft an der Europameisterschaft teil. Anfang 2024 wechselte er zu PAOK Thessaloniki. Zur Saison 2024/25 wurde er vom deutschen Bundesligisten VfB Friedrichshafen verpflichtet. Im Dezember 2024 kehrte er nach Thessaloniki zurück.